# 未来よ こんにちは
『未来よ こんにちは』（みらいよこんにちは、L'Avenir）は、ミア・ハンセン＝ラヴ監督・脚本、イザベル・ユペール出演の2016年のフランス・ドイツのドラマ映画である。第66回ベルリン国際映画祭ではコンペティション部門で金熊賞を争い、ハンセン＝ラヴが銀熊賞（監督賞）を獲得した。
ユペールの演技は高く評価され、全米映画批評家協会賞主演女優賞、ニューヨーク映画批評家協会賞主演女優賞、ロサンゼルス映画批評家協会賞主演女優賞などを受賞した。
原題は「未来」「将来」の意味。

## あらすじ
モテないわけじゃないけれど、美しいフランスの風景と彼女のきままな旅。

## キャスト
- ナタリー - イザベル・ユペール
- ハインツ - アンドレ・マルコン（英語版）
- ファビアン - ロマン・コリンカ
- イヴェット - エディット・スコブ
- クロエ - サラ・ル・ピカール
- ヨアン - ソラル・フォルト（フランス語版）
- エルザ - エリーズ・ロモー
- ユゴー - リオネル・ドレー
- シモン - グレゴワール・モンタナ＝アロシュ
- アントニア - リナ・ベンゼルティ

## 製作
ハンセン＝ラヴはもともとユペールがナタリーを演じる前提で執筆したと述べている。また彼女はナタリーは晩年に離婚した自身の哲学教授の母親を基にしていることを認めている。
主要撮影は2015年6月22日よりパリで行われた 。

## 評価

### 批評家の反応
Rotten Tomatoesでは109件の批評家レビューで支持率は100%、平均点は8.2/10となっている。Metacriticでは28件のレビューで加重平均値は88/100となっている。

### 受賞とノミネート
| 受賞とノミネートの一覧     | 受賞とノミネートの一覧 | 受賞とノミネートの一覧                 | 受賞とノミネートの一覧                       | 受賞とノミネートの一覧 | 受賞とノミネートの一覧 | 受賞とノミネートの一覧 |
| 賞                         | 授賞式                 | 部門                                   | 候補                                         | 結果                   | 出典                   |                        |
| -------------------------- | ---------------------- | -------------------------------------- | -------------------------------------------- | ---------------------- | ---------------------- | ---------------------- |
| オースティン映画批評家協会 | 2016年12月28日         | 外国語映画賞                           | 『未来よ こんにちは』                        | ノミネート             | [ 14 ]                 |                        |
| ベルリン国際映画祭         | 2016年2月21日          | 監督賞                                 | ミア・ハンセン＝ラヴ                         | 受賞                   | [ 15 ]                 |                        |
| ベルリン国際映画祭         | 2016年2月21日          | 金熊賞                                 | ミア・ハンセン＝ラヴ                         | ノミネート             | [ 15 ]                 |                        |
| ボストン映画批評家協会     | 2016年12月11日         | 主演女優賞                             | イザベル・ユペール (『エル ELLE』に対しても) | 受賞                   | [ 16 ]                 |                        |
| ボストン映画批評家協会     | 2016年12月11日         | 外国語映画賞                           | 『未来よ こんにちは』                        | 次点                   | [ 16 ]                 |                        |
| シカゴ国際映画祭           | 2016年10月22日         | ゴールデン・ヒューゴ賞                 | ミア・ハンセン＝ラヴ                         | ノミネート             | [ 17 ]                 |                        |
| ドリアン賞                 | 2017年1月26日          | 外国語映画賞                           | 『未来よ こんにちは』                        | ノミネート             | [ 18 ]                 |                        |
| ダブリン映画批評家協会     | 2016年12月17日         | 主演女優賞                             | イザベル・ユペール                           | ノミネート             | [ 19 ]                 |                        |
| インディワイア協会投票     | 2016年12月19日         | 主演女優賞                             | イザベル・ユペール                           | 10位                   | [ 20 ]                 |                        |
| エルサレム映画祭           | 2016年7月17日          | ウィルフ・ファミリー財団賞（国際映画） | ミア・ハンセン＝ラヴ                         | ノミネート             |                        |                        |
| ロンドン映画批評家協会     | 2017年1月22日          | 主演女優賞                             | イザベル・ユペール                           | 受賞                   | [ 21 ]                 |                        |
| ロンドン映画批評家協会     | 2017年1月22日          | 外国語映画賞                           | 『未来よ こんにちは』                        | ノミネート             | [ 21 ]                 |                        |
| ロサンゼルス映画批評家協会 | 2016年12月4日          | 主演女優賞                             | イザベル・ユペール (『エル ELLE』に対しても) | 受賞                   | [ 22 ]                 |                        |
| 全米映画批評家協会         | 2017年1月7日           | 主演女優賞                             | イザベル・ユペール (『エル ELLE』に対しても) | 受賞                   | [ 23 ]                 |                        |
| 全米映画批評家協会         | 2017年1月7日           | 外国語映画賞                           | 『未来よ こんにちは』                        | 3位                    | [ 23 ]                 |                        |
| ニューヨーク映画批評家協会 | 2016年12月1日          | 主演女優賞                             | イザベル・ユペール (『エル ELLE』に対しても) | 受賞                   | [ 24 ]                 |                        |
| ルイ・デリュック賞         | 2016年12月14日         | 作品賞                                 | ミア・ハンセン＝ラヴ                         | ノミネート             |                        |                        |